# Index seminum
Index Seminum je seznam taxonů, jejichž semena a spory jsou z dané instituce k dispozici. Index seminum může být v tištěné nebo internetové podobě. Taxony (nejčastěji druhy) jsou řazeny podle čeledí nebo abecedně. K institucím vydávajícím index seminum patří botanické zahrady, vysoké školy, genobanky a další. U tištěných indexů jsou jednotlivé taxony číslovány a je připojen volný papírek (žádanka), kam se vepisují jednotlivá čísla, o která se žádá. Tato žádanka se následně odešle na adresu dané instituce. Seznamy se každý rok obměňují. Pro zápis taxonů se používá vědeckých (latinských) názvů. Výměna semen je nekomerční a je určena především pro neziskové organizace. Protože se jedná o genetický zdroj, řídí se mezinárodními úmluvami, především Convention of Biological Diversity (CBD). V západní Evropě se stále více uplatňuje evidence genetických zdrojů botanických zahrad pomocí kódu IPEN. 